# Inese Vaidere
Inese Vaidere (née le 3 septembre 1952 à Jelgava) est une femme politique lettone, membre de l'Union civique. Elle est députée européenne depuis 2004.

## Biographie

### Études
Elle est diplômée en mathématiques appliquées à l'économie (1975), candidate ès sciences économiques (1984) puis docteur en économie (1992).

### Carrière professionnelle
Elle suit une carrière d'enseignante à l'Université de Lettonie, comme de chargée de cours avant d'atteindre finalement le titre de professeur d'État en 1975.
De 1993 à 1995, elle est première adjointe du rédacteur en chef du magazine Labrīt.
Elle est présidente du fonds de développement économique de Lettonie depuis 1997.

### Carrière politique
Elle est secrétaire parlementaire du ministre de l'Économie (1996-1997), conseillère du Premier ministre (1997-1998), puis de la présidente de la République lettone, Vaira Vīķe-Freiberga (1999-2000).
De 1998 à 1999, elle occupe les fonctions de ministre de l'Environnement dans le gouvernement Krištopans. Elle est vice-présidente (1997-1999) puis présidente (1999) du Conseil de développement régional, membre de la commission intergouvernementale Lettonie-Russie (1998-1999).
Députée au 8e Parlement de la République de Lettonie et présidente de la commission des affaires étrangères, elle est aussi embre de la commission des dépenses publiques et de l'audit (2002-2004). Elle est conseillère municipale (2000-2002) et adjointe au maire de Riga (2001). 
Elle est présidente de la Commission pour la protection du milieu marin de la mer Baltique (HELCOM, 2002-2004).
Elle est élue député européenne aux élections de 2004 sur la liste de l'Union civique, et siège au groupe du Parti populaire européen (PPE). Elle est réélue en 2009. Lors des élections de 2014, elle perd son siège mais le retrouve le 1er novembre de la même année, quand elle succède à Valdis Dombrovskis, devenu commissaire européen. Le 26 mai 2019, elle est réélue.
Elle est membre de la direction du parti de l'Union civique depuis 2008.